# Diecezja Jiading
Diecezja Jiading (Leshan) (łac. Dioecesis Chiatimensis, chiń. 天主教嘉定教区) – rzymskokatolicka diecezja ze stolicą w Leshan w prowincji Syczuan, w Chińskiej Republice Ludowej. Biskupstwo jest sufraganią archidiecezji Chongqing.

## Historia
10 lipca 1929 papież Pius XI brewe Ut spirituali erygował prefekturę apostolską Yazhou. Dotychczas wierni z tych terenów należeli do wikariatu apostolskiego Suifu (obecnie diecezja Suifu). 3 marca 1933 prefekturę apostolską Yazhou podniesiono do rangi wikariatu apostolskiego, a 9 lutego 1938 zmieniono nazwę na wikariat apostolski Jiading.
W wyniku reorganizacji chińskich struktur kościelnych dokonanych przez Piusa XII 11 kwietnia 1946 wikariat apostolski Jiading został podniesiony do rangi diecezji.
Z 1950 pochodzą ostatnie pełne, oficjalne kościelne statystyki. Diecezja Jiading liczyła wtedy:
- 24 kapłanów (wszyscy diecezjalni)
- 19 sióstr zakonnych
- 17 parafii.

Od zwycięstwa komunistów w chińskiej wojnie domowej w 1949 diecezja, podobnie jak cały prześladowany Kościół katolicki w Chinach, nie może normalnie działać. Bp Paul Deng Jizhou wstąpił do Patriotycznego Stowarzyszenia Katolików Chińskich. Był jednym z nielicznych biskupów wyświęconych przed prześladowaniami, którzy przeżyli rewolucję kulturalną. Stał on na czele diecezji do śmierci w 1990. W 1993 kolejnym biskupem z zatwierdzeniem rządu pekińskiego został Matthew Luo Duxi. Stolica Apostolska później uznała jego wybór. Kierował diecezją do śmierci w 2009.
W 2011 Patriotyczne Stowarzyszenie Katolików Chińskich na katedrę w Leshan mianowało Paula Lei Shiyina. Przyjął on następnie sakrę biskupią bez zgody papieża, zaciągając tym samym na siebie ekskomunikę latae sententiae. Watykan poinformował, że kandydatura Lei Shiyina nie mogła być zaakceptowana, gdyż przemawiało przeciw niej zbyt wiele potwierdzonych zarzutów (m.in. Lei Shiyin jest ojcem dwójki dzieci). 22 września 2018 został uznany przez Watykan za legalnego biskupa na mocy Umowy Tymczasowej w sprawie mianowania biskupów podpisanej pomiędzy Stolicą Apostolską i Chińską Republiką Ludową

## Ordynariusze

### Prefekt apostolski
- Matthew Li Rongzhao (1929 - 1933)

### Wikariusze apostolscy
- Matthew Li Rongzhao (1933 - 1935)
- Fabian Yu Yuwen (1936 - 1938)

### Biskupi
- Fabian Yu Yuwen (1938 - 1943)
- Paul Deng Jizhou (1949 - 1990)
- Matthew Luo Duxi (1993 - 2009)
- sede vacante (2009 - 2018)
- Paul Lei Shiyin (2018 - nadal)

### Antybiskup
Ordynariusz mianowany przez Patriotyczne Stowarzyszenie Katolików Chińskich nieposiadający mandatu papieskiego:
- Paul Lei Shiyin (2011 - 2018).